# Savage Garden (musikalbum av The 69 Eyes)
Savage Garden är bandet The 69 Eyes tredje album, utgivet 1995.

## Låtlista
1. 1-800-Sleazorama
2. Tang
3. Smashed'n'Trashed
4. Velvet Touch
5. Mr.Pain
6. Lady Luck
7. Motor City Resurrection
8. Ghettoway Car
9. Wild Talk
10. Get It Off
11. Always
12. Demolition Derby
13. Savage Garden